# فيل سمول
فيل سمول (بالإنجليزية: Phil Small)‏ هو كاتب أغاني أسترالي، ولد في 2 أغسطس 1954.

## وصلات خارجية
- فيل سمول على موقع ميوزك برينز (الإنجليزية)
- فيل سمول على موقع ديسكوغز (الإنجليزية)